# El valle de los hombres de piedra
El valle de los hombres de piedra (título original Perseo l'invincibile) es una película de género peplum hispano-italiana de 1963, dirigida por Alberto de Martino y protagonizada por Richard Harrison. Está vagamente basada en el mito de Perseo y Medusa.

## Argumento
La Medusa es un monstruo que acecha un lago y ataca a un grupo de soldados; la visión de su único ojo es capaz de convertir en piedra a sus víctimas y el reino de Argos se vale de ella para imponer asfixiantes peajes a quienes pasen por allí. Perseo, el desaparecido hijo del verdadero rey de Argos (asesinado por un usurpador que se casó con su viuda), es capturado por las tropas de un monarca maléfico y obligado a batirse como gladiador. Pero escapa y conspira para derrocar al malvado, teniendo tiempo aún para enfrentar a la Medusa y probar suerte si puede volver a la vida a los soldados petrificados.

## Reparto
- Richard Harrison
- Anna Ranalli
- Arturo Dominici
- Elisa Cegani
- Leo Anchóriz
- Antonio Molino Rojo
- Roberto Camardiel
- Ángel Jordán
- Fernando Liger
- Bruno Scipioni
- Frank Braña
- Miguel de la Riva
- José Luis Ferreiro
- Miguel González
- Rufino Inglés
- Enrique Navarro
- Ángela Pla
- Lorenzo Robledo

## Producción
- El nada convencional diseño de la Medusa fue producto del director de cine de terror español Amando de Osorio.
- En Estados Unidos se tituló esta película como "Medusa contra El hijo de Hércules", convirtiendo al protagonista en su propio tatarabuelo (Hércules era el nieto de Perseo).